# Magdalena Bidal de Audrás
Magdalena Bidal de Audrás fue una tenista francesa que se radicó varios años en Argentina y llegó a estar entre las diez mejores de dicho país en 1931, 1932 y 1933. Su mejor puesto fue tercera en 1932.
Fue finalista en individuales del Campeonato del Río de la Plata en 1932. Perdió la final ante María Elena Bushell por 6-0 y 6-2.
En la modalidad de dobles femenino del mismo torneo, fue campeona de la edición de 1933 junto a Leonilda Giusti. Derrotaron en la final a Lía Duffy y Delia Caimi Garmendia por 6-8, 7-5 y 6-2.